# Naduť
Naduť (Bryophyllum) je bývalý rod z čeledi tlusticovité, který je v současné taxonomii řazen do rodu Kalanchoe (kolopejka) na úrovni samostatné stejnojmenné sekce.

## Popis a pěstování
Nadutě jsou poměrně nenáročné rostliny převážně původem z Madagaskaru, které kvetou při vhodných podmínkách růžovými, fialovými, oranžovými nebo jinak zbarvenými květy, které jsou zvoncovitého tvaru. Snáší plné slunce i polostín a teplotu krátkodobě až nad bod mrazu, jsou ale teplomilné (v létě i přes 30 °C). Na slunném a suchém stanovišti se rostliny různě zbarvují.
Pěstují se v kypré, pískem a na dně střepinami promíšené půdě (směs pro kaktusy a sukulenty). U některých druhů se na koncích listů vytvářejí nové malé rostlinky. Tento jev se označuje jako viviparie.
Z velké části se jedná o léčivé rostliny, používá se šťáva z listů. Obsahují ale malé množství alkaloidů. Květy jsou jedovaté.[zdroj?]

## Metabolismus
Listy této rostliny používají podobně jako mnohé jiné sukulenty specializovanou fotosyntetickou metodu pro zadržení oxidu uhličitého (CO2), tzv. CAM cyklus. CAM je adaptace, která snižuje ztrátu vody z listů obrácením každodenního rytmu fixace CO2. CAM rostliny otevírají své průduchy listů (stomata) během noci, kdy je tepelná zátěž nízká a zadržují CO2 v malátu (kyselině jablečné), jež se udržuje ve vakuolách. Během dne se průduchy listů uzavřou, malát se dekarboxyluje a konvenční fotosyntéza s použitím světelné energie přemění uvolněné CO2 na cukry. Listy jsou sukulentní k vytvoření dostatečné skladovací kapacity pro malát. Tato neobvyklá každodenní regulace CAM fotosyntézy učinila z této rostliny zajímavý objekt pro fyziologické, biochemické a molekulární studie.

## Rozmnožování
Podél zubatého okraje listů se vytvářejí malé sazeničky, které později lehce odpadnou, čímž se rostlina šíří vegetativně. CAM těmto rostlinkám umožňuje přežít až do úplného zakořenění.

## Nejznámější druhy
- Bryophyllum daigremontianum (syn. Kalanchoë daigremontiana)

České názvy: naduť madagaskarská, Matka tisíců, Pokojový žen-šen

Vzhled: velké tmavě zelené listy (zespodu lehce žíhané), zubaté okraje, „štít” na bázi listů a lehce fialový stonek.
- Bryophyllum delagoense (syn. Bryophyllum tubiflorum)

Vzhled: úzké trubičkovité listy, tmavě žíhané.
- Bryophyllum crenatum (syn. Kalanchoë crenata)

Vzhled: téměř kulaté, celozelené listy, s vroubkovaným okrajem.
- Bryophyllum daigremontianum x B. delagoense

Vzhled: odpovídající křížení, listy bez „štítu” na bázi listů a celkově užší než B. daigremontianum.